# Zduny (powiat kaliski)
Zduny – wieś w Polsce położona w województwie wielkopolskim, w powiecie kaliskim, w gminie Opatówek.
Według danych z 21 kwietnia 2004 r. wieś miała 243 mieszkańców.
Wieś duchowna, własność arcybiskupstwa gnieźnieńskiego, pod koniec XVI wieku leżała w powiecie kaliskim województwa kaliskiego. W latach 1975–1998 miejscowość należała administracyjnie do województwa kaliskiego.